# Sylvie Meis
Sylvie Françoise Meis (nacida en Breda (Países Bajos), el 13 de abril de 1978) es una actriz, modelo y presentadora neerlandesa.

## Biografía
Meis, es de ascendencia parcialmente indoeuropea, su padre es holandés-indonesio y su madre es belga. Nació en la región neerlandesa de Noord-Brabant, pero se crio en Hoogstraten localidad del norte de Bélgica. Después de que ella había terminado su educación primaria, completó estudios en formación laboral. A los 18 de edad empezó su carrera como modelo, pero no le era compatible con los estudios. Meis se puso a trabajar como relaciones públicas.
Unos pocos años después aumentó su interés en la televisión. En 1999 fue presentadora de Fox Kids. Tiempo después hizo la audición para un papel en la popular serie Costa!. Meis obtuvo el papel en el que estuvo trabajando durante dos temporadas. Además, de participar en Pista!, un spin-off de la serie Costa!. A principios de 2002, apareció en el video musical de la canción "Brandend Avontuur" de Clouseau.
En la primavera de 2003 empezó a trabajar en canal musical MTV y presentó el programa Dag Top 5. Ella regresó rápidamente a la cadena TMF para presentar el programa Babe Trap. Meis en 2004 se hizo cargo de un nuevo programa: Modelfacts.
El 10 de junio de 2005 contrajo matrimonio con el futbolista Rafael van der Vaart. Con el que tuvo un hijo, Damian Rafael (nacido el 28 de mayo de 2006).
Meis fue elegida en 2002 como la chica del año y en 2003 la mujer más sexy según la edición holandesa de la revista FHM. En 2006 la revista alemana Die Welt la situó en el tercer lugar del Top 5 de las mujeres más guapas de los futbolistas de la Copa del Mundo de Fútbol.
Diez meses después del nacimiento de Damian, Meis quería volver a trabajar. Desde marzo de 2007 está contratada por Ted y Linda Naujoks, de la empresa Linows Mega Models.
Meis aparece en catálogo de verano y otoño de 2007 del catálogo Otto, el hito de Sylvie tiene como precedentes a supermodelos como Gisele Bündchen, Heidi Klum, Claudia Schiffer y Cindy Crawford.
En el mes de mayo de 2009 se le detectó un cáncer de mama que superó satisfactoriamente.
Se separó de Rafael van der Vaart el 31 de diciembre de 2012. El 4 de diciembre de 2013, se realizó en Ámsterdam el divorcio y adopta nuevamente su apellido de soltera, Meis, en el uso cotidiano.

## Trayectoria
- Fox Kids - presentadora (1999-2002)
- Costa! - actriz (2002-2004)
- MTV (Países Bajos) - videojockey (2003)
- Pista! - actriz (2003)
- TMF - presentadora (2003-2004)
- Otto - Modelo (2007-2008)
- Das Supertalent 2010 - presentadora (jueza) (2010)
- Let's Dance (Países Bajos - candidata (2010) / presentadora (2011–2017)
- Sophie (Película para TV) - Sylvie (2015)
- Wedden dat ik het kan - presentadora (2016)
- Elvy's Wereld So Ibiza! - Lola Kingston (2018)
- Misfit - Direktorin Himmelmann (2019)